# Міська скупщина міста Загреба
Міська скупщина міста Загреба (хорв. Gradska skupština Grada Zagreba) — законодавчий орган столиці Хорватії Загреба, аналог міської ради. Складається з 51 депутата, обраних шляхом таємного голосування на основі загального виборчого права і згідно з принципом пропорційного представництва. Вибори до міської скупщини відбуваються раз на чотири роки — одночасно з виборами мера.
Скупщина засідає у будівлі Старої ратуші, неподалік площі Святого Марка. Це представницький орган, що займається правотворчістю у межах самоврядування міста Загреб та виконує інші обов'язки відповідно до законодавства держави і власного статуту. Міська рада є своєрідною противагою міському голові в управлінській моделі стримувань і противаг. Налічує 24 постійні та тимчасові робочі органи з правом нагляду за різноманітними функціями міської влади.
На установчому засіданні міської скупщина, що відбулося 17 червня 2021 року головою міської скупщини обрано депутата від Соціал-демократичної партії Хорватії Йошка Клисовича.